# Кириченко Владислав Володимирович
Владислав Володимирович Кириченко (нар. 1 листопада 1968, м. Горлівка, УРСР) — український громадський діяч, підприємець, меценат, засновник мистецької агенції «Наш Формат».
Батько Дарини Кириченко (1998 р.н.) — української спортсменки, володарки бронзової медалі зі сноуборд-кросу на Зимових юнацьких Олімпійських іграх 2016.

## Життєпис

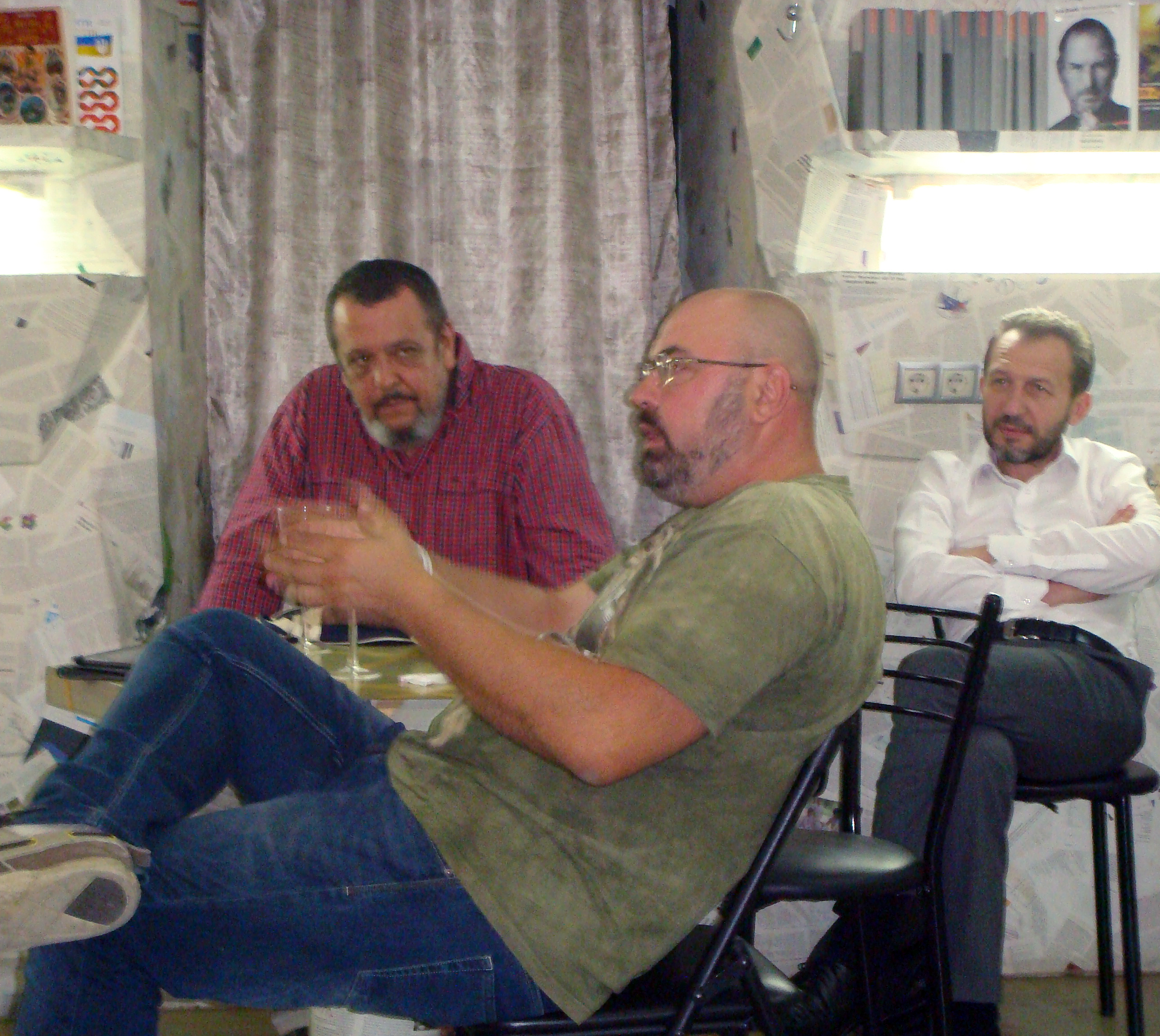
Владислав Кириченко в клубі «Наш формат»

За твердженням Владислава «Я по мамі в п'ятому поколінні донецький. Справжній донецький. І говорю так, як говорили баба, прабаба і прадід. Українською».
В 1992 закінчив біологічний факультет МДУ ім. М.Ломоносова в Росії, в 2005 — МВА Вищої школи економіки в Москві, Росія.
1992 року  почав власний бізнес у Росії. В 1997 — заснував біотехтологічне товариство Helicon (лідер на російському ринку комплексного оснащення лабораторій для молекулярної біології). З 2003 працює в Україні — керує агрофірмою, займається Громадською діяльністю.  На запитання в інтерв'ю 2024, чи лишилися в нього друзі з Росії, він відповів: «Мені нема чого приховувати. Найближчий мій друг і партнер по бізнесу, вважаю, людина з великої літери, яка займає абсолютно протилежну позицію зі мною, тому що він російський імперіаліст [...] Мені його позиція абсолютно зрозуміла, так само як йому моя позиція.»

## Громадська та меценатська діяльність
Фінансував українську недільну школу в Москві, українські фестивалі «Уніж — фестиваль українського формату», «Шешори», «Арт-Поле», «Мазепа-Фест», свято 65-річчя Української повстанської армії в Києві.
2006 — викупив аудіовидавництво «Книга вголос» і, перейменувавши на «Наш Формат», випустив близько 200 українських аудіокниг. Крамниці з такою назвою у Києві, Львові, Калуші продавали українські книжки, музику, фільми, одяг, сувеніри. Також «Наш Формат» є найбільшим інтернет-магазином українського контенту.
2007 — створив Український науковий клуб, що гуртує вітчизняних вчених світового рівня.
2007 — долучився до створення гуманітарно-інвестиційного проекту «Хмелева». В однойменному селі над Дністром діє зелений резорт і розсадник декоративних рослин. Там гостювали і творили Сашко Положинський, Олег Скрипка, Роман Коваль, Юрій Андрухович, Тарас Житинський, Оксана Забужко, Фома, музиканти гуртів Karbido, «ДахаБраха», PortMone.
2008 — у селі Уніж (Івано-Франківська область) заснував союзівку «Кузня». Там відбуваються волонтерки, вишкільні табори й семінари. Мають постати конференц-зал, спортивний центр, бібліотека, музична студія, кампус.
Фінансує видання українською мовою світоглядної літератури.
Владислав Кириченко вважає:
| За дві тисячі років людство сформувало набір соціальних вимог та ідеалів. Треба бути розумним, досвідченим, соціально-відповідальним, любити батьківщину, ставити інтерес суспільства вище за особисте. Це в Україні дуже на часі. Коли треба — взяти в руки зброю, коли треба — вийти на демонстрацію, на толоку. |

## Відзнаки
- Почесний нагрудний знак «Сталевий хрест» — відзнака Головнокомандувача Збройних сил України (2022).[3]